# 无斑南鳅
无斑南鳅（学名：Schistura incerta）为輻鰭魚綱鯉形目條鳅科南鳅属的鱼类，俗名红尾条鳅、无斑条鳅。分布于越南北方以及海南岛、珠江水系、韩江水系和湖南的湘江等，本魚體延長，口下位且圓鈍，嘴唇具有皺褶，上頷中央有1突起，下頷有缺刻，觸鬚3對，側線完全，體色淡黃色，背部深褐色，體長可達14.3公分，棲息在河川底層水域，生活習性不明。该物种的模式产地在广东龙头山。